# جورجيوس كاليتزيس
جورجيوس كاليتزيس (باليونانية: Γιώργος Καλαϊτζής) مواليد 29 أكتوبر 1976 في سالونيك، هو مدرب كرة سلة يوناني ولاعب سابق. بدأ مسيرته الاحترافية في سنة 1994. يبلغ طوله 6 قدم 4.75 بوصة (1.9 م). اعتزل اللعب في 2014.

## المسيرة الاحترافية
لعب مع نادي بانيونيس لكرة السلة من سنة 1994 إلى 1996، ثم لعب مع أولمبيا ميلانو في الدوري الإيطالي في سنة 1997، ثم لعب مع نادي باناثينايكوس لكرة السلة من سنة 1997 إلى 2006، ثم لعب مع نادي أريس لكرة السلة من سنة 2006 إلى 2008.

## الإنجازات
- الدوري اليوناني لكرة السلة : (1998، 1999، 2000، 2001، 2003، 2004، 2005، 2006)
- كأس اليونان لكرة السلة : (2003، 2005، 2006)
- الدوري الأوروبي لكرة السلة : (2000، 2002)

## روابط خارجية
- جورجيوس كاليتزيس على موقع الاتحاد الدولي لكرة السلة (الإنجليزية)
- جورجيوس كاليتزيس على موقع الدوري الأوروبي لكرة السلة (الإنجليزية)
- جورجيوس كاليتزيس على موقع كرة السلة الأوروبية.كوم (الإنجليزية)
- جورجيوس كاليتزيس على موقع DraftExpress.com (الإنجليزية)
- جورجيوس كاليتزيس على موقع ريلجم (الإنجليزية)
- جورجيوس كاليتزيس على موقع بروبوليرز (الإنجليزية)
- جورجيوس كاليتزيس على موقع سبورتس رفرنس (الإنجليزية)